# 維格納的友人
維格納的友人是由物理學家尤金·維格納提出的思想實驗，是薛丁格的貓的延伸版本。
這個思想實驗首次發表於維格納的文章《Remarks on the mind-body question》。